# Чемпіонат Туру WTA 2000
Чемпіонат Туру WTA 2000, також відомий за назвою спонсора як The Chase Championships — жіночий тенісний турнір, що проходив на закритих кортах з килимовим покриттям Медісон-сквер-гарден у Нью-Йорку (США). Це був 30-й за ліком завершальний турнір року в одиночному розряді, і 25-й - у парному. Проходив у рамках Туру WTA 2000. Тривав з 13 до 19 листопада 2000 року. Перша сіяна Мартіна Хінгіс виграла титул в одиничному розряді й отримала 500 тис. доларів США, а також 390 рейтингових очок. Того року востаннє Чемпіонат Туру WTA відбувся у Нью-Йорку.
П'ятеро гравчинь, Вінус Вільямс, Серена Вільямс, Марі П'єрс, Амелі Моресмо і Анке Губер, кваліфікувались для участі в турнірі, але знялись через різні травми і хвороби.

## Переможниці та фіналістки

### Одиночний розряд
Мартіна Хінгіс —  Моніка Селеш, 6–7(5–7), 6–4, 6–4.
- Для Хінгіс це був 9-й титул за сезон і 35-й — за кар'єру.

### Парний розряд
Мартіна Хінгіс /  Анна Курнікова —  Ніколь Арендт /  Манон Боллеграф, 6–2, 6–3.